# ガールズバンドクライ
『ガールズバンドクライ』（GIRLS BAND CRY）は、東映アニメーション、agehasprings、ユニバーサルミュージックによる日本のメディアミックスプロジェクト。略称は「ガルクラ」。
東映アニメーションの手掛ける同名のテレビアニメと、agehaspringsの手掛ける5人組ガールズバンド「トゲナシトゲアリ」が連動するプロジェクト。一般的なガールズバンドのアニメはアニメに出演した声優がバンドを組むが、本プロジェクトではまずバンドが結成され、そこからアニメへ発展していくという形で企画された。

## 企画

### プロジェクト発足
本プロジェクトは2019年8月、サンライズから東映アニメーションに移籍したばかりの平山理志が、『ラブライブ！』にて関わりのあった酒井和男と花田十輝に声をかけたことをきっかけにスタートした。平山は東京オリンピック開催後の日本は景気が悪くなると予想しており、そんな社会で生きていく若者の力になる作品を作りたいと考えていた。過去のヒット作にはない新しい作品を作ることを目標に行われた3人による話し合いの中で、花田が提案した「上京してくる女の子を主人公にしたバンドもの」というストーリーが採用された。
作品の音楽に説得力を持たせるには、表現力が豊かなボーカルと、きちんと楽器を演奏できる奏者が声優を兼任する必要があった。そのため平山はゼロからバンドを作り、そのバンドのメンバーに声優をやってもらうというプロジェクトを思いついた。2019年末ごろ、平山より相談を受けたagehaspringsの玉井健二は、「ガチのバンドが先行してデビューし、その後にメンバーを主体としたアニメ―ションがスタートする、かつ、なるべく放送が始まる前には売れていて欲しい」と本プロジェクトの展望を語られたという。玉井は本作が非常に労力のかかるプロジェクトであると理解しながらも、3人のプロとしての姿勢に触発され、参加を決意した。

### 楽曲制作
平山は本作の音楽を10代から30代に受け入れられるものにしたいと考え、必然的にボカロ音楽を意識したものとなった。玉井がプロジェクトに参加した時点でアニメのプロットやキャラクター設定はある程度仕上がっており、劇中で作曲を担当している河原木桃香の人生をプロファイリングし、曲の方向性を定めた。2004年ごろに生まれた桃香は、2015年ごろのボカロ曲やバンドサウンドが原点となり、スマホを手にした2017年ごろにど真ん中でないバンドとボカロの曲を聞きこみ、作曲を始めた2020年ごろに「聴く曲」と「参照すべき曲」を聞き分け始めるという仮説が立てられた。この仮説から玉井は以下の楽曲のコンセプトを定めた。
また、バンドの曲の方向性の偏りを再現するため、ミュージシャンに情報を与えずに作曲を依頼した。さらに、「K-POPの人たちのクオリティにどうやったら追いつけるか」が裏のテーマとして掲げられていた。これらのコンセプトを踏まえ、本プロジェクトの第1曲目である「名もなき何もかも」が作曲された。

### メンバー選考
バンドメンバーを選考するため、2021年6月「Girl's Rock Audition」と題されたオーディションが開催された。玉井が定めた選考基準は以下のようなものだった。
課題曲は非常に難易度の高い「名もなき何もかも」であった。数千人の応募があったものの、音楽力と声優力を兼ね合わせる人材は中々見つからず、最終的にagehaspringsの人材発掘スタッフらも関わり、数万の候補の中から1年半かけて選考された。

### プロジェクト始動
2023年4月24日、ティザービジュアルとともにテレビアニメの制作決定が報じられる。
5月29日、テレビアニメのメインスタッフ、およびトゲナシトゲアリのメンバーが公開され、7月26日にはデビューシングル『名もなき何もかも』をリリース、トゲナシトゲアリが正式にデビューした。
12月20日にはテレビアニメの放送日、スタッフの情報が公開され、2024年4月から6月にかけて放送された。

## テレビアニメ
2024年4月から6月までTOKYO MXほかにて放送された。監督は『ラブライブ！サンシャイン!!』などを手掛けた酒井和男が務めた。アニメーション制作は東映アニメーションが担当。

### ストーリー
17歳の井芹仁菜は親に反発して高校を中退。上京して、大学進学を目指していた。そんなある日、仁菜は自分に勇気を与えてくれたストリートミュージシャン河原木桃香と出会う。仁菜の歌唱力と、世間への反抗心に惚れ込んだ桃香は自分とバンドを組もうと誘う。勉強を理由に断ろうとした仁菜だったが、音楽の魅力に嵌まっていく。2人の元には個性的な女子が集まり5人組のバンド、トゲナシトゲアリを結成する。

### 登場人物

#### トゲナシトゲアリ（テレビアニメ）
本作の主要人物である5人組バンド。仁菜・桃香・すばるが組んだバンド「新川崎（仮）」と智・ルパが組んでいた「beni-shouga」が合わさり結成。7話のライブで、バンド名が決まらぬままステージ上に立った仁菜が観客の一人が着ていたTシャツに書かれていた「トゲアリトゲナシトゲトゲ」の文字を見て即興で命名した。略称は「トゲトゲ」。
井芹 仁菜（いせり にな）
声 - 理名
この作品の主人公。パートはボーカル。17歳。誕生日は10月24日。熊本県熊本市出身。
やや引っ込み思案の普通の女の子。小中高と目立たない存在で、成績もごく普通。特に大きな夢もなく、空気を読んで、みんなに合わせて生きてきた。しかし平凡な日常と厳しい父親に対する反抗心を抱えており、自分を虐めていた女子との和解を強制された際には学校の放送室をジャックして好きな曲を流す問題行動を起こしている。遂には父と衝突して高校を中退、1人で上京して予備校に通い大学進学を目指すが桃香と出会い、音楽の道へ進む。常に不満を抱えており、度々感情を爆発させる。
インディーズ時代のダイヤモンドダストのファンで、特に「空の箱」は、行き詰っているときに背中を押してくれた「（自分の）テーマ曲」であり、ダイヤモンドダストを「命の次に大事なもの」だと語っている。
河原木 桃香（かわらぎ ももか）
声 - 夕莉
パートはギター。20歳。誕生日は12月9日。北海道旭川市出身。
ストリートミュージシャン。性格はサバサバで男勝り。女の子っぽい格好が嫌いで、髪も服も素っ気ない方。明るくて面倒見がよい、運動部の頼れる先輩といった雰囲気。
かつては「ダイヤモンドダスト」というガールズバンドのリーダーだったが、バンドのメジャーデビュー時に方向性の違いから脱退。以降はソロ活動をしていた。ヘビが苦手で、車の運転が荒い。
安和 すばる（あわ すばる）
声 - 美怜
パートはドラム。17歳。誕生日は4月27日。兵庫県神戸市出身。
芸能スクールに通う女の子。女優の祖母を持ち、有望株としてCMに出たりしている。世渡り上手の美少女で愛想も良い。モデルと言われてもおかしくない美貌をほこっているが、中身は気が強く負けず嫌いなお嬢様。都内のタワーマンションで一人暮らしをしている。仁菜の評価は「嘘つき」。
海老塚 智（えびづか とも）
声 - 凪都
パートはキーボード。16歳。誕生日は3月22日。宮城県仙台市出身。
元々は地元でも有名なお金持ち一家のお嬢様。今はルームシェアでルパとアパートに暮らしている。冷たく世の中を斜に見ている。ハリネズミのごとく警戒心バリバリであまり心を開かない。
牛丼屋でアルバイトをしつつ、ルパと組んで作曲活動をしていた。仁菜達の演奏を見て惚れ込み、6話で合流する。すばるの祖母（安和天童・後述）が主演を務めるテレビドラマ「探偵オババの事件簿」の大ファンで、ルパ曰く「最後はいつも泣く」という。
ルパ
声 - 朱李
パートはベース。22歳。誕生日は6月28日。南アジア出身。
南アジア人の父と日本人の母を持つ、やや褐色のオリエンタルな雰囲気を漂わせる娘。芸術センスに溢れ、頭脳明晰。いわゆる天才肌で、その穏やかな話し方と、控えめな態度からみんなに一目置かれている。大酒飲みなのと、肝が据わり過ぎているのが玉に瑕。
過去に事故により親族を亡くしている。

#### ダイヤモンドダスト
桃香がギターボーカルとして以前所属していたバンド。元は高校の軽音部員の4人で組んだバンドで、インディーズ時代から人気があった。しかし、メジャーデビュー直前に周囲の思惑からアイドルバンド路線に変更を余儀なくされ、それに納得できなかった桃香が脱退した。その後仁菜の元友人であるヒナが加入。略称は「ダイダス」。
ヒナ
声 - 近藤玲奈
ダイヤモンドダストの新ボーカル。17歳。熊本の高校で仁菜と友達であったが、絶交した。
ナナ
声 - 松岡美里
ダイヤモンドダストのベース。
リン
声 - 漆山ゆうき
ダイヤモンドダストのギター。
アイ
声 - 宮白桃子
ダイヤモンドダストのドラム。

#### サブキャラクター
日比野 華男
声 - 岩中睦樹
桃香の同居人で、恋愛対象は男性。
井芹 宗男
声 - 山岸治雄
仁菜の父。熊本県教育連盟顧問で、世間ではカリスマ教師として知られている。娘の仁菜の不登校を受け入れる事ができず仁菜から避けられていたが、10話で仁菜と和解。11話では仁菜達のライブを配信で観ている。
井芹 靖恵
声 - 小島幸子
仁菜の母。仁菜に実家に帰るよう、新幹線の往復チケット手配、仁菜のバイト先にいるルパに渡す。家に帰った仁菜と涼音に、からし蓮根カレーを振る舞う。
井芹 涼音
声 - あんどうさくら
仁菜の姉。7話で仁菜の父の代わりに、仁菜の様子を見に訪れた。
安和 天童
声 - 幸田直子、堀籠沙耶（若い頃）
すばるの祖母でベテラン女優。テレビドラマ「探偵オババの事件簿」の主演。孫のすばると共演したいとずっと夢見て、すばるを芝居の道に進ませようとする。
林
声 - 平田広明
ライブハウス「セルビアンナイト」のおっちゃん。桃香の所属していた旧ダイヤモンドダストをよく知る店主だが、経営はいつもカツカツで、本人曰く「桃ちゃん（桃香）だけが頼り」。
ミネ
声 - 沢城みゆき
桃香が憧れたロッカー。7話で桃香たちをライブに誘った。
三浦 潮美
声 - 降幡愛
有名芸能事務所、株式会社ゴールデンアーチャーのスカウト。旧ダイヤモンドダストが好きで、桃香の目指していた音楽を形にしたいと、トゲナシトゲアリをスカウトする。時折一人称が「三浦」になる。

### 用語
新川崎（仮）
仁菜と桃香、すばるの3人で活動していた頃のバンド名。
beni-shouga
海老塚智とルパのバンド名。かつては4人組バンドだった。メンバーが定着せず、現在はネットで活躍する謎の2人組として活動する。

### スタッフ
- 原作・企画・製作 - 東映アニメーション[13]
- 製作総指揮 - 高木勝裕
- 企画 - 北﨑広実
- エグゼクティブプロデューサー - 篠原智士、辻秀典
- 制作統括 - 氷見武士
- プロデューサー - 平山理志
- シリーズ構成・脚本 - 花田十輝[13]
- 作画監督 - 山﨑智加
- 音楽プロデューサー - 玉井健二（agehasprings）[13]
- 劇伴音楽 - 田中ユウスケ[13]
- 音楽制作 - agehasprings
- キャラクターデザイン - 手島nari[13]
- CGディレクター - 鄭載薫[13]、大曽根悠介、近藤まり
- ライブCGディレクター - 中西信棋
- キャラクターモデリングスーパーバイザー - 米澤真一
- リギングスーパーバイザー - 戸沼祐介
- セッツ&プロップスモデリングスーパーバイザー - 石上由佳莉、黒田誠一
- アニメーションスーパーバイザー - 関祖輝、小泉正行、中村有希恵、竹中佑城
- エフェクトスーパーバイザー - 渡邊亮太
- ルックデベロップメントスーパーバイザー - 芦野健太郎
- ライティングコンポジットスーパーバイザー - 石塚恵子
- ライブテクニカルディレクター - 森重孝子
- 美術監督 - 野村正信、藤井里咲
- 美術設定 - 天田俊貴
- プロップデザイン - 田村正平
- 色彩設計 - 竹澤聡
- 撮影監督 - 桑原真也
- ビジュアルディレクター - 涌元トモタカ
- 編集 - 長坂智樹
- 音響監督 - 三好慶一郎
- CGプロデューサー - 小倉裕太
- シリーズディレクター - 酒井和男[13]
- 製作 - 東映アニメーション

### 制作

#### 脚本
本作では全体のストーリー構成よりも先に、まずは花田が脚本の初稿を書き進め、行き詰ったら戻って書き直すということを繰り返し、ストーリーが練り上げられていった。企画当初は平山を始めとした一部のスタッフがアイドルものに近い方向性を示しており、花田が描きたいバンドアニメとは乖離があった。第5話のライブ衣装についてもメイド衣装といったアニメ映えするものが提案されていたが、花田がチャットモンチーやSHISHAMOを意識したTシャツの衣装案を押し通し、それが受け入れられたことで本作の方向性が決まった。
キャラクターの性格や関係性は先行して作られたストーリーをベースに、スタッフ間の話し合いを重ねて作り上げられた。主人公の井芹仁菜は、地方から上京してくるという設定に、上京した理由や背景を詰めていく中で、想定以上に尖ったキャラクターに仕上がっていった。平山は第1話のプロットの「中指立ててください」というセリフだけで今までにない主人公像を感じ、かつて富野由悠季や高橋良輔が描いていた人間の負の感情に焦点を当てること意識したという。一方で、仁菜が男性のアニメファンに受け入れられるのかという懸念もあり一時は自身らが得意とする美少女アニメの路線に戻りたくなる誘惑にも駆られたとも語っている。結果的に仁菜が視聴者に受け入れられた要因として平山は、『新世紀エヴァンゲリオン』の主人公・碇シンジのように、（周りの状況に振り回されるだけでなく）しっかりと自身の意思をもって周りの状況を変えていくという主人公としての気質を仁菜が持っていたことを挙げている。
河原木桃香は仁菜に対して「自分と同じ精神性を持っているんだけど、自分より前を歩いていて、先に挫折を経験してしまった人」としてキャラクターが作られた。仁菜にとっては憧れの人でありながらも、飲んだくれであったりトイレで吐いたりとダメな面もあり、「なんで大人ってこんなにモヤモヤしてるんだろう」と疑問を持たせる役割が与えられた。
安和すばるは不器用な仁菜と桃香の間を取り持つ、器用なバランサーとして設計された。すばるは本来、もっと知的で人によってはずるがしこいと感じるようなキャラクターであったが、美怜による声が入ったことで酒井の印象が少しずつ変わり、みんなを支える側面が強くなっていった。
海老塚智は「一人くらい仁菜よりとっつき難い子がいた方が仁菜の別の一面を引き出したり、化学反応が起きやすかったりするだろう」という考えで作られたキャラクターであった。そのため仁菜よりも人を寄せ付けない性格として描かれ、そんな智に付いていけるキャラクターとしてルパが生み出された。ハーフであったり苗字がないという設定はミステリアスなキャラクター性を強調するために加えられた。
本作では世の中が簡単に正義と悪では割り切れないということを描きたかったため、ライバルバンドとして登場するダイヤモンドダストもメンバーは善人に設定されている。しかし脚本を書き進める中で、仁菜がダイヤモンドダストを善人と知ってしまうと、仁菜の動機がなくなり、話が進まなくなるという問題があった。試行錯誤の末、製作段階のかなり後半で、仁菜と個人的に対立するキャラクター・ヒナが作り出された。
物語の舞台は、当初は下北沢や池袋が想定されていた。しかし平山が偶然読んだ磯部涼の『ルポ 川崎』で川崎の不良少年たちがラップを手掛かりに這い上がっていることを知ったことや、花田が川崎のライブハウス・CLUB CITTA'に通っていたことをきっかけにメインスタッフによる取材を行い、駅に掲げられた「音楽のまち・かわさき」という垂れ幕やたくさんのストリートミュージシャンの活動を目にし、川崎が舞台に決まった。また、外国人労働者が多いため平山が描きたいと考えていた多様な国籍の人々を描くのに都合がよく、さらに実際のバイト代や家賃などが、彼女たちのような若者につきまとうお金という問題をリアルに描けることも川崎が選ばれた要因であった。
サブタイトルは花田の提案により、邦ロックの楽曲名からの引用となっている。最終話の「ロックンロールは鳴り止まないっ」は神聖かまってちゃんの楽曲からの引用であり、酒井は聞こえてくる言葉がわからなくても心に残る様がトゲナシトゲアリのイメージとも合い、しっくり来たと語っている。
サブタイトルの引用元は以下の通り。
| 話数           | サブタイトル                   | 引用元                                                               | 出典   |
| -------------- | ------------------------------ | -------------------------------------------------------------------- | ------ |
| 第1話          | 東京ワッショイ                 | 遠藤賢司の1978年のシングル表題曲                                     | [ 23 ] |
| 第2話          | 夜行性の生き物3匹              | ゆらゆら帝国の2003年のアルバム『ゆらゆら帝国のしびれ』収録楽曲       | [ 24 ] |
| 第3話          | ズッコケ問答                   | eastern youthの2001年のアルバム『感受性応答セヨ』収録楽曲            | [ 25 ] |
| 第4話          | 感謝（驚）                     | フィッシュマンズの2005年のシングル表題曲                             | [ 26 ] |
| 第5話          | 歌声よおこれ                   | サンボマスターの2005年のシングル表題曲                               | [ 27 ] |
| 第6話          | はぐれ者賛歌                   | フラワーカンパニーズの2006年のシングル『はじまりのシーン』収録楽曲   | [ 28 ] |
| 第7話          | 名前をつけてやる               | スピッツ (バンド)の1991年のアルバムタイトル                          | [ 29 ] |
| 第8話          | もしも君が泣くならば           | GOING STEADYの2001年のアルバム『さくらの唄』収録楽曲                 | [ 30 ] |
| 第9話          | 欠けた月が出ていた             | THE GROOVERSの1996年のシングル表題曲                                 | [ 31 ] |
| 第10話         | ワンダーフォーゲル             | くるりの2000年のシングル表題曲                                       | [ 32 ] |
| 第11話         | 世界のまん中                   | THE BLUE HEARTSの1987年のアルバム『THE BLUE HEARTS』収録楽曲         | [ 33 ] |
| 第12話         | 空がまた暗くなる               | RCサクセションの1990年のアルバム『Baby a Go Go』収録楽曲             | [ 34 ] |
| 第13話         | ロックンロールは鳴り止まないっ | 神聖かまってちゃんの2010年のアルバム『友だちを殺してまで。』収録楽曲 | [ 35 ] |
| 総集編映画前編 | 青春狂走曲                     | サニーデイ・サービスの1995年のシングル表題曲                         |        |
| 総集編映画後編 | なぁ、未来。                   | 100sの2007年のアルバム『ALL!!!!!!』収録楽曲                          |        |

#### 演出
CGアニメの制作が難航していたこと、また花田の脚本のライブ感が強かったことを理由に、全13話中11話の絵コンテを酒井が担当した。絵コンテの制作においてはCGアニメであることは意識せず、CGが苦手とする指先の細かい演技も取り入れた。これによって3Dの中に2Dらしさの残る表現が出来上がったと酒井は語っている。また、これまで手掛けてきた手書きアニメに引き続き、画面の緊張感やキャラクターのかわいらしさは非常に意識したという。
仁菜のトゲといったイメージショットは、花田の脚本から得た発想をもとに、リアルとコメディのバランスを考えて上で盛り込まれた。第2話などで出てくる鳥のイメージショットは、桃香は孤高の鳥というイメージと、塀内夏子の『フィフティーン・ラブ』内の「鷹はひとりで飛ぶ」という表現をもとに生まれたカットであった。
アイドルと異なり、バンドは立ち位置が固定されているため、ライブシーンの演出はカメラワークが意識されている。またライブパートにおいて、トゲナシトゲアリの絵コンテを酒井が、ダイヤモンドダストの絵コンテを『BanG Dream!』シリーズなどを手掛けてきた三村厚史がそれぞれ手掛けることで、両者の見せ方に変化を付けている。

#### 映像制作
平山がかねてよりCGアニメに興味があったこと、そして東映アニメーション側からの要望により、企画始動当初からCGアニメでの制作が決まっていた。誰も見たことの無い映像を作ることを目標とし、「イラストルック」と「フルコマ」の二つの挑戦が行われ、1から技術開発が行われた。
「イラストルック」とは、従来の日本のCGアニメで主流であるセルルックに対し、イラストレーターが描いた絵をそのまま映像に再現する手法のことである。この手法を選択した理由として平山は、近年流行しているソーシャルゲームでファンが喜んでいるのは、ガチャでもらえる美麗なイラストであり、そのイラストがそのまま動けばいいのではないかと考えたことを挙げている。東映アニメーションでは『ドラゴンボール超 スーパーヒーロー』や『THE FIRST SLAM DUNK』ですでに行われていたが、テレビアニメシリーズでは初めての試みであった。キャラクターデザインの手島nariの絵を再現するため、手島自身が現場に入って何百枚もの表情の参考絵を描いており、特に第8話の仁菜や桃香の表情は手島の協力によるところが大きかったと酒井は語っている。
フルコマでの制作は3DCGならではの動きを追求するために行われた。従来の日本の3DCGアニメは手書き作画の見た目を再現するために、わざと途中のコマを抜き、リミテッドで製作されていたため、製作中はヌルヌルと動く見たことの無い映像にスタッフからの懸念の声が相次いだ。また、コストもリミテッドアニメに比べ3倍かかるため平山は不安を感じていたが、酒井が終始揺るがなかったおかげで制作を続けることが出来たという。酒井はフルコマ特有の不気味さをなくすため、動き自体はリミテッドアニメを模し、それをフルコマで撮影することで「フルコマだけどリミテッド」という映像をCGディレクターらと試行錯誤する中で生み出した。
映像制作の最終段階であるライティングとコンポジットにはかなり時間を要し、酒井は最も苦労した工程であると語っている。初めての試みであったことから落としどころが見えず、初代CGディレクターの近藤まりと酒井がたくさんのやり取りを重ね、2代目CGディレクターの鄭載薫が入りようやく完成形が見えたという。さらに、ライトやカメラの設定をほんの少し変えるだけで髪の毛の光沢がヘルメットのような違和感のあるものになってしまい、撮影処理のリテイクは十数回に及んだ。
各話数の映像の完成度の波を少なくするため、映像制作は3話から7話まで続けて作ったのち、現場が慣れたタイミングで第1話と第2話が制作された。平山は、ローテーションが定まらなかった3話から5話の制作が最も苦労したと語っている。
技術的にも大変な苦労を強いられる3DCGでの制作を選択した理由として平山は以下のように語っている。
なお、本来は2022年秋に放送予定であったが、コロナ禍の影響や難航し続けた制作によって2年近く放送が遅れることとなった。

#### 演技
メインキャスト5人は全員が声優初挑戦であったため、まず1か月ほど音響監督の三好慶一郎によるワークショップに参加し、声優の基礎を学んだ。また、ダイヤモンドダストを担当したキャスト陣に5人のセリフを一度収録してもらい、その音声をガイドに5人は収録を行った。また、ミネ役を演じた沢城みゆきのアフレコを5人で見学し、演技に役立てたという。
花田は5人の演技について、演技そのものはプロの声優に劣るものの、キャラクターに対する魂の入り方は尋常ではないものがあり、話が進むにつれ加速度的に良くなっていったと評している。

### 主題歌
「雑踏、僕らの街」
トゲナシトゲアリによる主題歌。作詞・作曲は大濱健悟、編曲は玉井健二と大濱健悟。
「誰にもなれない私だから」
トゲナシトゲアリによるエンディング主題歌。作詞はカイザー恵理菜、作曲は遊部優介、編曲は玉井健二と南田健吾。
「空の箱」
挿入歌。作詞は松原さらり、作曲は南田健吾、編曲は玉井健二と南田健吾。第1話ではダイヤモンドダストによるバージョンと、井芹仁菜と河原木桃香によるバージョンがそれぞれ使用され、第2話・第8話では井芹仁菜によるバージョンが使用された。第5話・第8話ではダイヤモンドダストによるバージョンが使用された。
「声なき魚」
新川崎（仮）による第3話挿入歌。作詞は大西省吾とカイザー恵理菜、作曲は大西省吾、編曲は玉井健二と大西省吾。
「ETERNAL FLAME 〜空の箱〜」
ダイヤモンドダストによる第5話・第8話挿入歌。作詞は松原さらり、作曲は南田健吾、編曲は玉井健二と大西省吾。
「視界の隅 朽ちる音」
新川崎（仮）とbeni-shougaによる第5話・第6話挿入歌。作詞・作曲は大濱健悟、編曲は玉井健二と大濱健悟。
「心象的フラクタル」
beni-shougaによる第6話挿入歌。作詞・作曲はokoge、編曲は玉井健二と高橋亮人。
「さよならあの日のメロディ」
ミネによる第7話挿入歌。作詞・作曲は春尾ヨシダ、歌唱は仝（どう）。
「名もなき何もかも」
トゲナシトゲアリによる第7話挿入歌。作詞は飛内将大とタカノシンヤ、作曲は飛内将大、編曲は玉井健二と飛内将大。
「Cycle Of Sorrow」
ダイヤモンドダストによる第11話・第13話挿入歌。作詞・作曲は古賀頌哉、編曲は玉井健二と大西省吾。
「空白とカタルシス」
トゲナシトゲアリによる第11話挿入歌。作詞は永澤和真とMisty mint、作曲は永澤和真、編曲は玉井健二と百田留衣。
「運命の華」
トゲナシトゲアリによる第13話挿入歌。作詞はカイザー恵理菜、作曲は永澤和真、編曲は玉井健二と永澤和真。

### 評価

#### 反響・売上
Blu-ray第1巻豪華版の初週売り上げ枚数は9873枚を記録し、オリコン週間Blu-rayランキングにて第2位にランクインした。また、Blu-rayおよびDVDの第1巻の累計集荷本数は2024年7月時点で2万2千枚を突破している。Blu-ray・DVD全巻の売り上げは以下の通り。
| 巻 | 初週売上枚数 （オリコン調べ） | 週間Blu-rayランキング （同調べ） | 出典   |
| -- | ----------------------------- | -------------------------------- | ------ |
| 1  | 9873枚                        | 2位                              | [ 53 ] |
| 2  | 9329枚                        | 2位                              | [ 54 ] |
| 3  | 8841枚                        | 2位                              | [ 55 ] |
| 4  | 9776枚                        | 3位                              | [ 56 ] |
| 5  | 8539枚                        | 8位                              | [ 57 ] |
| 6  | 8495枚                        | 3位                              | [ 58 ] |
| 7  | 8927枚                        | 8位                              | [ 59 ] |

| 巻 | 初週売上枚数 （オリコン調べ） | 週間DVDランキング （同調べ） | 出典   |
| -- | ----------------------------- | ---------------------------- | ------ |
| 1  | 2353枚                        | 3位                          | [ 60 ] |
| 2  | 1321枚                        | 10位                         | [ 61 ] |
| 3  | 1058枚                        | 11位                         | [ 62 ] |
| 4  | 2296枚                        | 3位                          | [ 63 ] |
| 5  | 1071枚                        | 10位                         | [ 64 ] |
| 6  | 1211枚                        | 6位                          | [ 65 ] |
| 7  | 1262枚                        | 12位                         | [ 66 ] |

またXでは、第7話の放送以降7週連続で日本のトレンド1位を獲得した。今作が放送された2024年春は『鬼滅の刃』や『怪獣8号』、同じく花田が脚本を手掛ける『響け！ユーフォニアム』といった注目作が多く放送され、オリジナルアニメが新たなファンを獲得するには非常に厳しい状態であったため、積極的にトレンドを獲得し、盛り上がっている空気を作り出す戦略が行われた。第7話の放送直前にABEMAにて行われた、キャスト陣によるオーディオコメンタリー付き一挙配信もその一環であった。
本作の反響はトゲナシトゲアリの楽曲のセールスにも影響を与え、放送後に発売されたトゲナシトゲアリのシングルはリリースされるごとに順位を上げたほか、2024年5月時点でのSpotifyのバイラルチャートトップ50にはトゲナシトゲアリの楽曲が5曲同時にチャートインした。また、タワーレコード新宿店のバイヤー・樋口翔によれば、アニメ放送前にリリースされた楽曲を収録したトゲナシトゲアリのアルバム『棘アリ』はアニメ放送期間中に急激に売り上げが高まったという。さらに、中国の音楽ストリーミングサービスであるNetEaseやQQ音楽のJ-POPチャートでは1位を獲得した。

#### 批評
『映像表現革命時代の映画論』などの著作がある映画ライターの杉本穂高はリアルサウンドにて、従来のCGアニメと比較してフルアニメーションやイラストルックを導入したことで従来の手書きアニメの動きにとらわれないCGアニメならではの魅力が出ているのに加え、手書きアニメ的な記号的表現も取り込まれたことで日本アニメの良さを引き継ぐことに成功していると評し、同時期に公開された映画『数分間のエールを』とともに、日本アニメのルックと動きをより多彩にするという点で貴重な道を示したと述べている。
フリーライターのすなくじらはリアルサウンドにて、理名の圧倒的な歌唱力が、仁菜の鬱屈とした感情など作品全体の説得力に大きく寄与していると評し、今作のメインキャストのように音楽に特化した声優が新時代を作るかもしれないと述べている。
| 総合 | ストーリー | アニメーション | アート | 音楽 |
| ---- | ---------- | -------------- | ------ | ---- |
| A    | A-         | A              | A      | A+   |

Anime News NetworkのライターであるNicholas Dupreeは本作のレビュー記事にて、仁菜と桃香の対立を中心とした重厚なストーリーやそれを引き立てるA級のドタバタ劇、活気にあふれたアニメーション、そしてストーリーと完ぺきに調和したトゲナシトゲアリの音楽を称賛し、2024年最高のアニメの一つとしている。一方で、過剰なライティングや不自然なほどに滑らかな猫のグラフィックなど一部のCGに粗削りな部分があると指摘しているほか、ストーリーについては仁菜と桃香に時間が割かれすぎてほかのキャラクターがスクラップ同然になっていると指摘している。また、2024年8月時点ではアメリカのストリーミングサービスで配信されておらず、Amazon Prime Videoなどで購入する以外に合法的に視聴する手段がないことも問題点として挙げている。

#### ランキング・受賞
電撃オンラインが行った「2024年春アニメ放送後人気ランキング」では本作は3位にランクインした。
全国楽器協会が主催し、全国の楽器店員によって選出される「楽器店大賞2024」にて本作は作品賞の大賞を受賞した。
ABEMAによる「日本アニメトレンド大賞」ではABEMA特別賞・神回部門を受賞した。
ソニー・ミュージックレーベルズが主催する「令和6年アニソン大賞」にて本作は特別賞を受賞した。また作詞賞にエンディングテーマ「誰にもなれない私だから」が、歌唱賞に第7話挿入歌「名もなき何もかも」が、キャラクターソング賞・新人賞・アニカラ賞にオープニングテーマ「雑踏、僕らの街」がそれぞれノミネートされた。

### 各話リスト
前述の通り、サブタイトルはくるり、サンボマスター、ゆらゆら帝国といった日本のロックアーティストの楽曲から引用されている。
| 話数 | サブタイトル                   | 絵コンテ | 演出              | 初放送日      |
| --- | ------------------------------ | -------- | ----------------- | ------------- |
| 第1話 | 東京ワッショイ                 | 酒井和男 | 酒井和男          | 2024年 4月6日 |
| 高校を中退し、大学受験のために熊本から川崎に上京した井芹仁菜は、偶然にも自分を後押ししてくれた曲を作ったダイヤモンドダストの元メンバー・河原木桃香と出会う。 仁菜は桃香の家に泊まることになり、桃香から音楽の道を諦め、故郷の旭川に帰るつもりだと聞かされる。 翌朝、桃香の姿はなく、代わりに仁菜に自身のギターを託す旨の書き置きがあった。 ギターに書かれた「中指立ててけ！」という言葉に気づいた仁菜は、川崎駅へ駆け出し、桃香を探し始める。 そして、「一緒に中指立ててください！」と叫んだ仁菜のもとに桃香が現れ、二人は共にダイヤモンドダストの「空の箱」を歌う。 |                                |          |                   |               |
| 第2話 | 夜行性の生き物3匹              | 酒井和男 | 朝倉舞彩          | 4月13日       |
| 予備校に通い始めた仁菜は、バンド活動に誘う桃香の提案を断る。 その夜、仁菜は桃香に、厳しい家庭環境や過去のいじめの経験を打ち明ける。 仁菜の大学入学への強い意思を知った桃香は誘うことを諦め、翌日ギターを返してもらい二人は別れる。 一週間後、仁菜は桃香から照明を譲り受けるため彼女の家を訪れ、そこで初めて安和すばると顔を合わせる。 3人で食事をするが、仁菜とすばるは相性が悪く、意地を張った仁菜は途中で帰ってしまう。 自己嫌悪に落ち込む仁菜のもとへ桃香とすばるが再び現れ、泣き崩れる彼女を慰める。 桃香は仁菜に、面倒くさい感情を歌にぶつけるべきだと告げ、再びバンドへの参加を誘う。 |                                |          |                   |               |
| 第3話 | ズッコケ問答                   | 酒井和男 | 平山美穂          | 4月20日       |
| 桃香の家で行われた曲作りの会議の後、すばるは仁菜を送ろうとするが、またしても拒絶されてしまう。 翌日、仁菜は桃香の家に忘れられていたすばるのスマホを届けるため、彼女が通うアクターズスクールを訪れる。 その帰り道、二人は一緒に夕食をとることになり、仁菜は自分の想いを打ち明ける。 すばるもまた、自身の祖母が有名な女優であり、その意向でアクターズスクールに通わされていることを明かし、二人の距離は縮まる。 翌週、桃香は二人にショッピングモールでのイベント参加を提案するが、仁菜は大勢の前で歌うことに強い抵抗を抱いていた。 バンド名が「新川崎（仮）」という仮の名前のまま迎えたライブ当日、桃香は仁菜に可愛らしい衣装を無理やり着せ、自分の負の感情を歌に乗せるべきだと伝える。 そして仁菜は「声なき魚」を堂々と歌い上げる。 |                                |          |                   |               |
| 第4話 | 感謝（驚）                     | 酒井和男 | 大槻一恵          | 4月27日       |
| リハーサル中にすばるだけが抜け出してしまった翌日、すばるからバンド脱退のメッセージが届く。 すばるが通うアクターズスクールを訪れると、彼女とその祖母・阿波天童が居合わせ、仁菜と桃香もエチュードに参加することになる。 劇の中で仁菜は、バンドへの想いを暗に問い詰めるが、すばるは言葉をはぐらかす。 そのさなか、すばるが天童とドラマで共演することが決まり、すばるは演技を辞めてバンドに専念する決心をし、祖母に打ち明けることを決める。 しかし撮影当日、仁菜は天童のすばるへの深い想いを知り、すばるの告白を阻止してしまう。 これに激怒したすばるだったが、最終的には演技とバンドをしばらく両立させることを決意する。 |                                |          |                   |               |
| 第5話 | 歌声よおこれ                   | 酒井和男 | 朝倉舞彩          | 5月4日        |
| 新川崎（仮）は小さなライブハウスのイベントに出演することが決定した。 その際、ライブハウスの支配人からダイヤモンドダストのライブチケットを譲り受けた仁菜とすばるは、コンサート会場を訪れる。 ライブが始まると、ダイヤモンドダストの新ボーカルが、絶交した元親友・ヒナであることに気付き、仁菜は怒りを抑えきれなくなる。 翌日のバンド練習で仁菜と桃香はダイヤモンドダストをめぐり口論となり、仁菜は「今のダイヤモンドダストに桃香が負けてほしくない」と激昂する。 それに対し桃香は、オリジナルメンバーで続けるという当時の約束を破り、自身が脱退してしまった過去を打ち明け、二人は和解する。 その後、次のライブが「元ダイヤモンドダストの桃香が出演する」という触れ込みで宣伝されていることを知った仁菜は、ダイヤモンドダストのファンに見せたいパフォーマンスを考え始める。 そして迎えたライブ本番、3人はそれぞれ「不登校」「脱退」「嘘つき」と書かれた衣装を身にまとい、「視界の隅 朽ちる音」を披露する。                 |                                |          |                   |               |
| 第6話 | はぐれ者賛歌                   | 酒井和男 | 田辺泰裕          | 5月11日       |
| 自身のライブへの上々な反応を受け、仁菜はSNS上でダイヤモンドダストに喧嘩を売ろうと考えるが、フォロワー数の圧倒的な差を理由に桃香に止められる。 一方、すばるはこのバンドの目標について桃香に尋ねるが、「今は何もない」と告げられる。 仁菜はダイヤモンドダストに勝つためにプロを目指す方法を模索し、ライブハウスのオーナーからSNSのフォロワー数の重要性を教わる。 ある日、牛丼屋を訪れていた仁菜とすばるは、店員の海老塚智とルパに声を掛けられる。 二人はネット上で音楽ユニット「beni-shouga」として活動しており、共に手を組み武道館を目指すことを提案される。 その後、両者はバンド練習でセッションを行い互いの実力を確認し、智とルパが新川崎（仮）に加入する。 そして5人は、ダイヤモンドダストがヘッドライナーを務めるロックフェスティバルに応募することを決める。 |                                |          |                   |               |
| 第7話 | 名前をつけてやる               | 酒井和男 | 大槻一恵 居村健治 | 5月18日       |
| 桃香の先輩歌手・ミネの誘いで、5人は諏訪でライブを行うことになる。 一方、バンド名はまだ決まらず、プロを目指すという目標についても桃香の了承が得られない状況が続いていた。 そんな中、仁菜の姉・涼音が仁菜の家を訪れ、大学進学を理由に上京したにもかかわらずバンド活動に熱中している現状を庇えないと警告する。 諏訪に向かう車内で、智がかつて母親の不倫現場を目撃したことが独り立ちのきっかけとなったことや、ルパの両親が事故で亡くなったことを智の口から聞く。 諏訪に到着し、リハーサルを行う中で、桃香はこの本番を最後にバンドを脱退するつもりであると告げる。 その夜、酒の席でミネは、桃香は音楽が好きだからこそ結論を出すのが怖く、バンドを辞めようとしているのではないかと語る。 ミネの音楽への想いを聞いた仁菜は、予備校を辞める決意を固める。 本番当日、仁菜は観客が着ていたTシャツを見て直感的にバンド名を「トゲナシトゲアリ」と決め、「名もなき何もかも」を披露する。 演奏終了後、仁菜は予備校を辞めると宣言する。 |                                |          |                   |               |
| 第8話 | もしも君が泣くならば           | 酒井和男 | 平山美穂          | 5月25日       |
| ステージ上で私情をさらけ出した仁菜に桃香は激怒し、二人の喧嘩が原因でバンド内は険悪な雰囲気に包まれる。 諏訪から戻った直後、すばるは桃香に、レーベルからのオファーが届いていることやフェスの審査を通過したことを伝え、プロを目指す目標が決して無謀ではないことを示す。 その後、仁菜は智とルパと同じ牛丼屋でバイトを始めた初日に、桃香が訪れドライブに誘う。 桃香は仁菜を連れてダイヤモンドダストのライブを見せ、売れるためにはやりたいことを曲げる選択が必要だと語り、かつての自分のような後悔を仁菜に味わってほしくないと伝える。 しかし仁菜は、桃香の過去を自身に投影されることを拒絶し、「私で逃げるな」と激しく感情をぶつける。 ライブ会場を去る直前、後を追ってきたダイヤモンドダストに桃香は宣戦布告し、ダイヤモンドダストのメンバーは「私たち、忘れないから」と応じる。 帰りの車中で、仁菜は桃香に告白し、桃香は涙を流す。                                                                                         |                                |          |                   |               |
| 第9話 | 欠けた月が出ていた             | 平池綾子 | 飯村正之          | 6月1日        |
| フェスに向けたバンド練習の中で、智は桃香の作った曲に不満を抱えていたがそれを打ち明けられずにいた。 一方の仁菜は智とルパとともに、ミネから譲り受けたアコースティックギターでギターの練習をしていた。 いつかはステージで披露したいと意気込む仁菜に対し、智はかつてのバンドメンバーに対してしたのと同じように辛辣に貶してしまう。 翌日、仁菜とすばるは、智がバンドメンバーへの要求が高すぎるばかりに解散してしまった過去をルパから聞く。 夕方、本気でギターを練習している仁菜を見た智は「へたくそ」と叫びながらも、仁菜の練習に付き添う。 その翌日、智は桃香の曲に「今のままではつまらない」と告げ、桃香はそれに応える。 |                                |          |                   |               |
| 第10話 | ワンダーフォーゲル             | 酒井和男 | 友田康            | 6月8日        |
| 仁菜たちは芸能事務所の三浦潮美からスカウトを受ける。 かつてのダイヤモンドダストのファンである三浦は、フェスで爪痕を残すことを条件に、音楽性を変えずにレコード会社に売り出すことを提案する。 桃香は仁菜に、新曲の歌詞を仁菜が書くことを依頼し、仁菜は初めての作詞に挑戦する。 そんな中川崎に仁菜の両親が訪れ、仁菜は両親から逃げ惑う。 そんな仁菜にルパは、家族が健在なうちに話をする大切さを説き、熊本行きの新幹線チケットを渡す。 また桃香は、父親が味方してくれなかったことが本当に傷ついたことではないかと指摘する。 実家に戻った仁菜は、父・宗男に連れられてかつて通っていた高校を訪れる。 宗男は直接校長に掛け合い、仁菜が受けたいじめの事実を認めさせようとしていた。 帰宅後、姉は仁菜が家を出た後の宗男の様子を話し、家族が仁菜を愛していることを伝える。 翌朝、仁菜は家族に見送られ、仲間の元へ戻る。 |                                |          |                   |               |
| 第11話 | 世界のまん中                   | 酒井和男 | 平山美穂          | 6月15日       |
| フェス前日、5人は会場の下見に訪れ、ダイヤモンドダストに挑む決意を新たにする。 そしてすばるは天童にメールを送り、役者の道を辞めバンド活動をすることを打ち明ける。 フェス当日、ダイヤモンドダストのパフォーマンスはさらに磨きがかかっており、仁菜たちはさらに闘志を燃やす。 そしてトゲナシトゲアリは桃香が作曲、仁菜が作詞した新曲「空白とカタルシス」を披露する。 |                                |          |                   |               |
| 第12話 | 空がまた暗くなる               | 増井壮一 | 飯村正之          | 6月22日       |
| トゲナシトゲアリはプロデビューを果たし、マネージャーには三浦が就く。 プロデビュー曲の制作を進める中、ダイヤモンドダストからチケットの売り上げで戦う対バン企画を持ちかけられる。 明らかに不利な条件の企画だったため、一度は断ることになるが、仁菜の説得と桃香の意思により、挑戦を決意する。 そして新曲が完成しリリースされるが、再生回数は予想を大きく下回る結果となる。 |                                |          |                   |               |
| 第13話 | ロックンロールは鳴り止まないっ | 酒井和男 | 酒井和男          | 6月29日       |
| 三浦との話し合いの中で、バンドの知名度や検索数は上がっているもののそれが楽曲やライブのチケットのセールスに結びついていないことを告げられる。 そんな中仁菜のSNSのアカウントにヒナが接触し、二人は落ち合うこととなる。 ヒナより、三浦が対バンライブの妥協案を打診されていることを告げられ、仁菜が自身の過ちを認めれば妥協案を飲むと語る。 これを知った桃香たちは、自分たちの信念を貫くため妥協案を拒否し、事務所を退所する道を選ぶ。 迎えたライブ当日、客入りはまばらな中、仁菜はステージで自身の想いを語り、ヒナもかつてダイヤモンドダストの歌が好きだったことを思い出す。 そして新曲「運命の華」を歌い上げる。 |                                |          |                   |               |

### 放送局
| 放送期間               | 放送時間                     | 放送局     | 対象地域 | 備考                  |
| ---------------------- | ---------------------------- | ---------- | -------- | --------------------- |
| 2024年4月6日 - 6月29日 | 土曜 0:30 - 1:00（金曜深夜） | TOKYO MX   | 東京都   |                       |
|                        |                              | サンテレビ | 兵庫県   |                       |
|                        |                              | KBS京都    | 京都府   |                       |
|                        |                              | BS11       | 日本全域 | BS放送 / 『ANIME+』枠 |

| 配信開始日   | 配信時間                   | 配信サイト |
| ------------ | -------------------------- | --- |
| 2024年4月6日 | 土曜 1:00（金曜深夜） 更新 | Prime Video dアニメストア [ 注 4 ] Lemino U-NEXT アニメ放題 J:COM STREAM milplus Hulu ABEMA FOD DMM TV バンダイチャンネル ビデオマーケット カンテレドーガ music.jp VIDEX HAPPY!動画 Rakuten TV |

### BD / DVD
| 巻 | 発売日         | 収録話          | 規格品番  | 規格品番  |
| 巻 | 発売日         | 収録話          | BD        | DVD       |
| -- | -------------- | --------------- | --------- | --------- |
| 1  | 2024年6月26日  | 第1話           | UMXK-9034 | UMBK-9312 |
| 2  | 2024年7月31日  | 第2話 - 第3話   | UMXK-9035 | UMBK-9313 |
| 3  | 2024年8月28日  | 第4話 - 第5話   | UMXK-9036 | UMBK-9314 |
| 4  | 2024年9月25日  | 第6話 - 第7話   | UMXK-9037 | UMBK-9315 |
| 5  | 2024年10月30日 | 第8話 - 第9話   | UMXK-9038 | UMBK-9316 |
| 6  | 2024年11月27日 | 第10話 - 第11話 | UMXK-9039 | UMBK-9317 |
| 7  | 2024年12月25日 | 第12話 - 第13話 | UMXK-9040 | UMBK-9318 |

### 聖地

#### ライブ会場

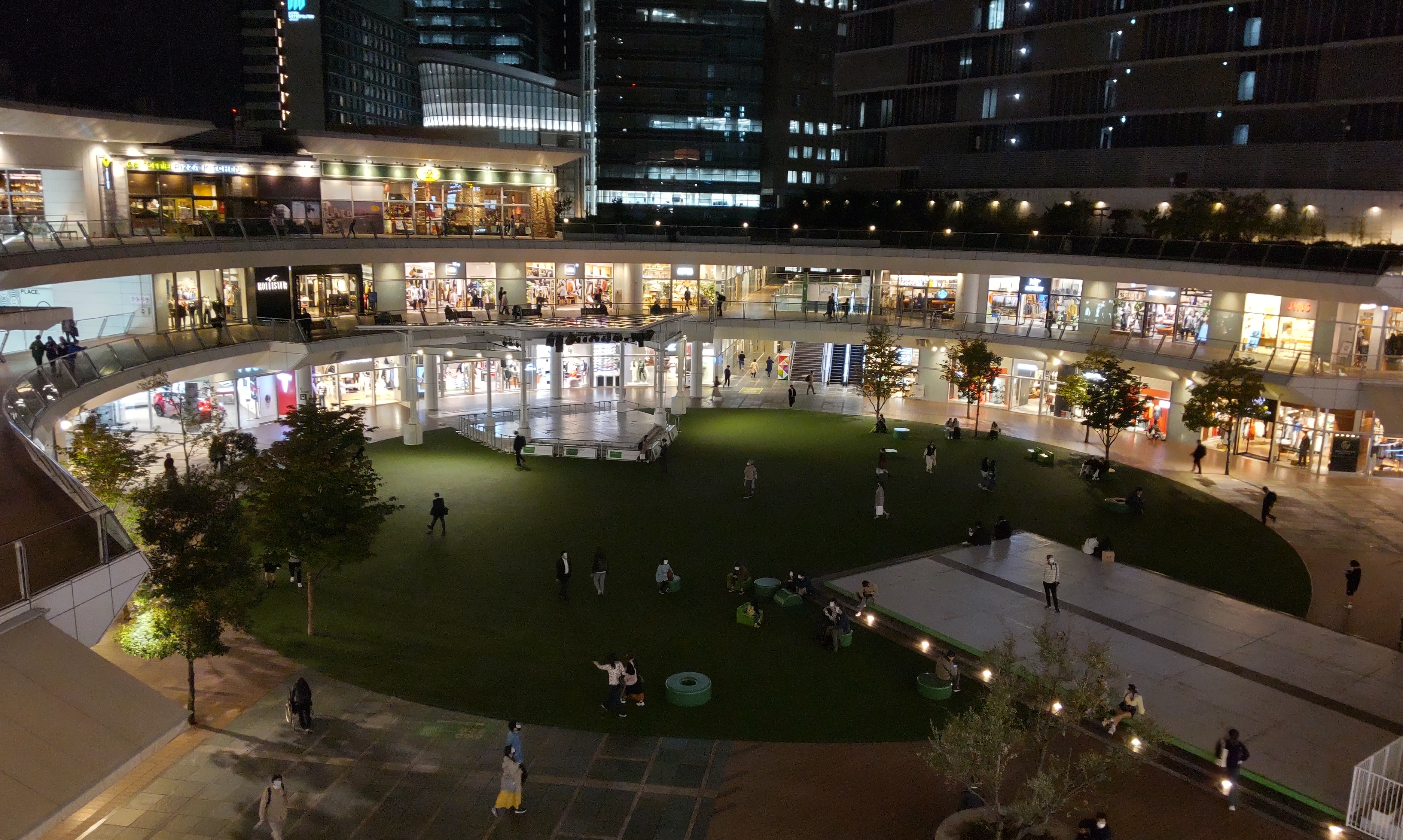
ルーファ広場

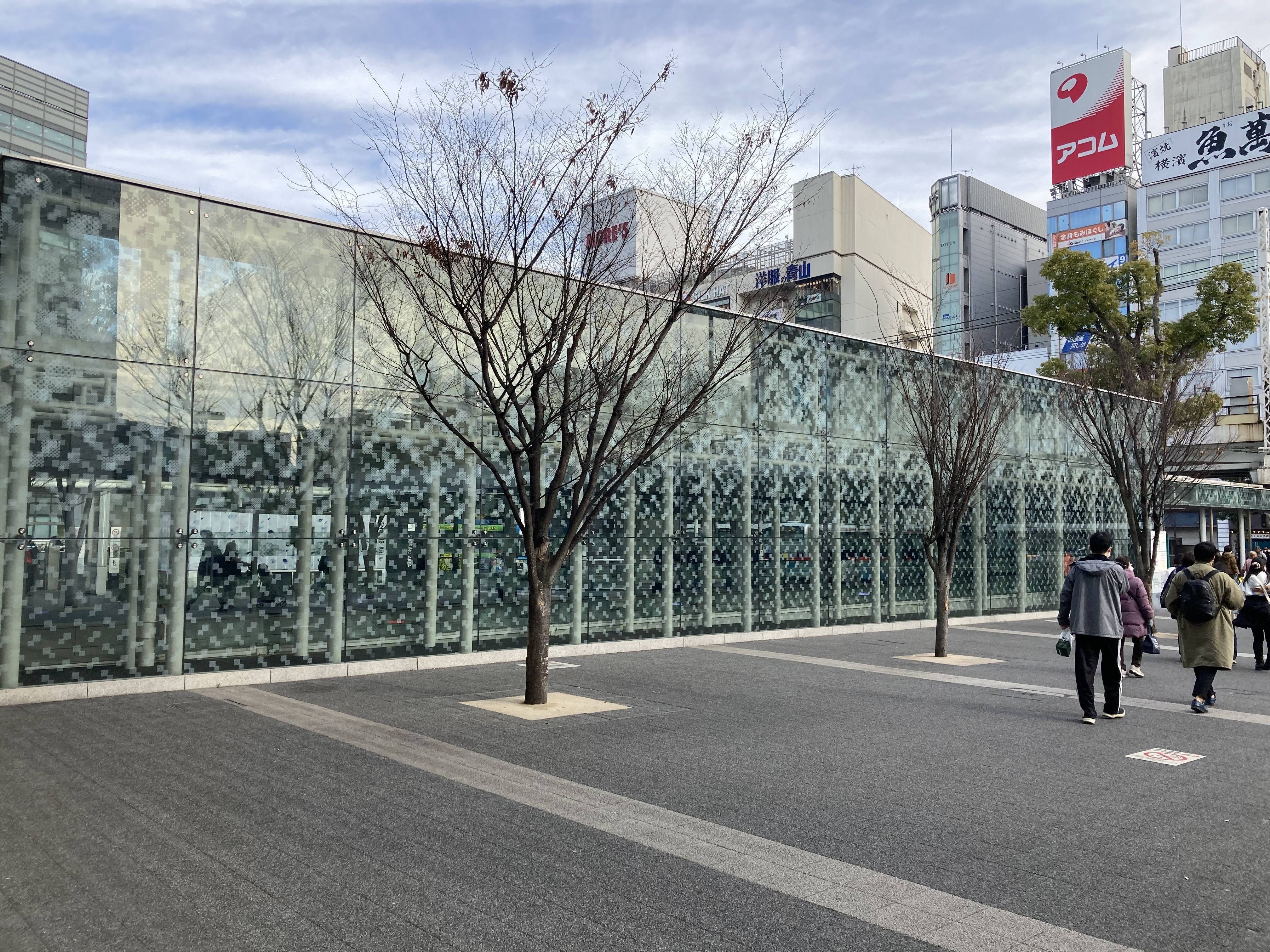
川崎駅東口前広場
第1話にて仁菜と桃香が路上ライブを行う場所として登場する。この場所は実際に大道芸やバンド演奏が多く行われている場所である。
ラゾーナ川崎プラザ ルーファ広場
川崎駅西口と直結するショッピングモール・ラゾーナ川崎プラザ内の広場。第3話にて新川崎（仮）の初めてのライブが行われる場所として登場する。
川崎セルビアンナイト
川崎市小川町に在するライブハウス。第5話にて新川崎（仮）の2度目のライブが行われる場所として登場する。リアルバンドのトゲナシトゲアリもアニメ放送前に実際にライブを行っており、メンバーはもっとも思い入れがある場所だと語っている。
上諏訪clubrockhearts
長野県諏訪市に在するライブハウス。第7話にてトゲナシトゲアリの初ライブが行われる場所として登場する。
ちどり公園
川崎市の公園で、毎年秋に開催されるロックフェスティバル「BAYCAMP」の会場となっている。第11話にてBAYCAMPが描かれ、この公園も登場した。また、リアルバンドのトゲナシトゲアリも2024年に実際に行われたBAYCAMPに参加した。
CLUB CITTA'
川崎区川崎市に在するクラブハウス。最終話にてトゲナシトゲアリとダイヤモンドダストの対バンイベントの会場として登場した。かねてより花田が通っているライブハウスでもあり、本作の舞台に川崎が選べれたきっかけの一つであった。2024年9月にはリアルバンドのトゲナシトゲアリが自身のワンマンライブ「凛音の理」をこの場所で行った。

#### その他

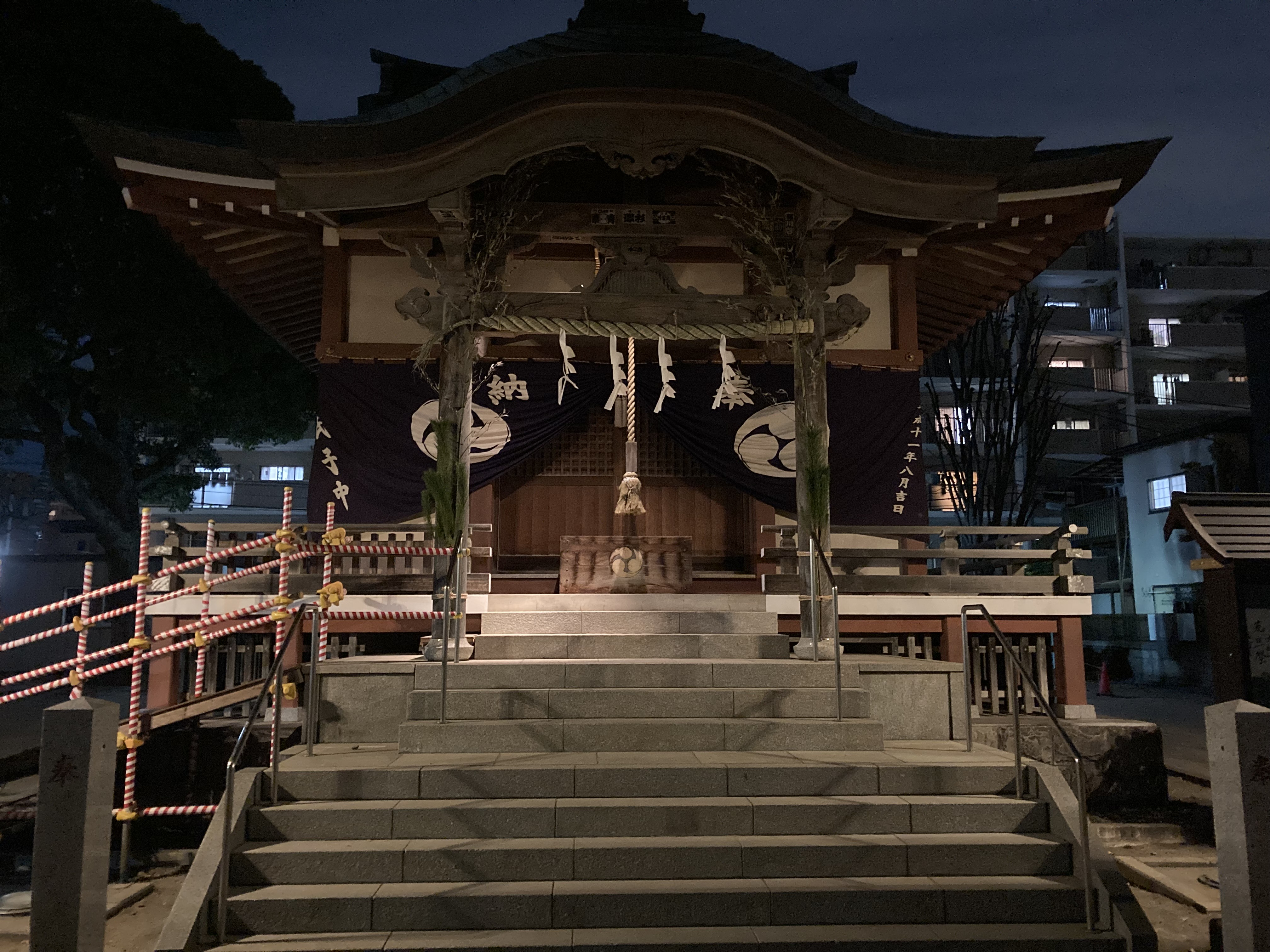
神明神社の本殿

吉野家 川崎西口店
作中において度々登場人物が訪れるほか、智とルパのバイト先としても登場する。
丸福珈琲店 川崎アゼリア店
第1話と第6話にて登場する。2024年7月には本作とのコラボレーションが行われ、限定メニューの販売が行われた。
島村楽器 ラゾーナ川崎店
第4話にて新川崎（仮）が訪れる場所として登場する。第4話放送後には朱李、美怜、凪都が実際の島村楽器ラゾーナ川崎店に訪れるコラボ動画がYouTubeに投稿された。
登利亭
第5話にて仁菜と桃香が喧嘩する場所として登場する焼き鳥屋。
神明神社
第12話・第13話にてトゲナシトゲアリが参拝する場所として登場する。
ヒルバレー ラ チッタデッラ店
第13話にて、仁菜とヒナが落ち合う場所として登場するポップコーン店。2024年9月にはラ チッタデッラで行われた本作のポップアップに合わせ、劇中で仁菜たちが食べていたメニューの販売が行われた。

### 総集編映画
本作の総集編映画が前後編で制作されることが発表されており、前編『青春狂走曲』が2025年10月3日に、後編『なぁ、未来。』が同年11月14日に公開予定。

## トゲナシトゲアリ（リアルバンド）
本プロジェクトからデビューした5人組ガールズバンド。所属事務所はagehasprings。略称は「トゲトゲ」。玉井健二がプロデューサーを務める。メンバーはすべてオーディションで選考された。オーディションの詳細は#メンバー選考を参照。

### 来歴
2021年6月 - agehasprings主催、ユニバーサルミュージックと東映アニメーション協力のメンバー選考オーディション「Girl's Rock Audition」が開催される。
2023年5月29日 - バンド名とメンバーが発表される。また、デビュー曲である「名もなき何もかも」と「偽りの理」のミュージックビデオが公開される。
2023年7月26日 - メンバーのアーティスト写真、およびプロフィールが公開される。
2023年9月14日 - 初のライブ「トゲナシトゲアリ修行中 公開練習ライブ」を開催する。
2024年4月から6月 - テレビアニメ『ガールズバンドクライ』が放送される。
2024年4月24日 - 1stアルバム『棘アリ』をリリース。
2024年7月12日 - 美怜、凪都が体調不良のため活動休止。このため、当面「Animelo Summer Live 2024」以降では、宮内沙弥(Ds.)・鈴木栄奈(Key.)・むらたたむ(Ds.)・長﨑祥子(Key.)・一葉(Key.)がサポートメンバーとして参加している。
2025年4月11日 - 美怜、凪都がアフレコ活動に復帰。

### メンバー
理名（りな、2007年11月13日 - 〈17歳〉）
ボーカル担当。テレビアニメでは主人公・井芹仁菜役を務める。
広島県出身。ピアノを嗜む母と姉の影響から幼少期よりピアノを習う。小学3年生の頃「千本桜」をはじめとしたボカロ曲を知り、さらに96猫やあるふぁきゅんといった歌い手にも興味を持ち始める。中学生の頃、当時憧れていた歌い手・NaYuu-Uが同い年であることを知り、母に内緒で歌ってみたを投稿し始める。初投稿はピノキオピーの「神っぽいな」で、その次に投稿したなきその「ド屑」は再生回数も伸び、反響を得られたという。
理名が中学3年生の頃、XとYouTubeに投稿していた歌ってみたをagehaspringsのスタッフが発見し、SNSを通じてオーディションを受けることを勧められる。当時はまだ広島在住であったこともあり一度断っていたが、母と相談し、力試しとしてオーディションに応募した。
玉井は理名を「音楽遍歴の中でも1、2を争う才能を感じたボーカリスト」と評している。柔らかいながらも強くリスナーを刺す声を持ち、聞いた瞬間にわかる個性を持っていること、さらに当時14歳という特徴もあり、世の中に一握りしかいない逸材であると語っている。また声優として、平山は「アフレコは最初からうまかったですね。彼女は、主役の声だなって。」と評している。
最も影響を受けている歌手として緑黄色社会の長屋晴子を挙げており、ボイストレーニングに通っていた際には半年間「Mela!」を練習し続けたという。
2ndワンマンより一部楽曲でギターを奏しており、使用楽器は仁菜が劇中で使用するものと同じ、G&L製の「G&L TRIBUTE Series ASAT Classic」。
夕莉（ゆり、2000年9月26日 - 〈24歳〉）
ギター担当。テレビアニメでは河原木桃香役を務める。使用楽器はMomose製のストラトキャスタータイプ「Modern Virtuoso MC1-MV/R BLK-MH」と、フェンダー・テレキャスターの一つ「Fender American Standard Telecaster」。2ndワンマンから、河原木桃香が愛用するものと同じ「Psychederhythm Psychomaster」を使用。
茨城県出身。中学生のころに見に行った高校の文化祭での軽音楽部の演奏に衝撃を受け、高校入学時に軽音楽部に入部し、ギターを始める。その後、SHISHAMOの音楽に心を奪われ、YouTubeで弾いてみた動画を見漁るうち、自身も投稿するようになる。
就活中の大学3年生時、弾いてみた動画を見たagehaspringsのスタッフにSNSで声を掛けられ、本プロジェクトのオーディションに応募する。玉井は「バッキング、ストローク、カッティング、アルペジオ、単音のソロパート、すべてのギタープレイの精度に於いて、〔中略〕近い将来トッププロに成り得る才能を感じさせてくれた唯ひとりのギタリスト」と評している。
美怜（みれい、2003年11月7日 - 〈21歳〉）
ドラム担当。テレビアニメでは安和すばる役を務める。
神奈川県川崎市出身。音楽にほとんど触れない幼少期を過ごしていたが、中学3年生の時に見ていたテレビアニメ『BANANA FISH』のエンディングテーマ「Prayer X」に衝撃を受け、King Gnuのファンになる。高校入学と同時に軽音楽部に入部し、ドラムを始める。コロナ禍の影響から1年ほどしか活動できなかったものの、バンド活動の楽しさに目覚め、プロドラマーを志す。
高校2年の時、自身のバンド練習に酒井和男と平山理志が見学に訪れる。その際に本プロジェクトのオーディションを知るが、声優に興味はなかったため自らオーディションを受けることはなかった。しかし高校3年生の冬、Xに上げていた演奏動画を見たagehaspringsのスタッフに声を掛けられ、縁を感じ、応募した。
玉井は「まだまだ発展途上ながら、超高速の８ビートからアフターなジャズ、R&Bまであらゆるジャンルに対応し得る根源的で上質なグルーヴ感を、発掘した時点で既に備えていました」と語っている。
凪都（なつ、2001年8月23日 - 〈23歳〉）
キーボード担当。使用楽器はRoland製のシンセサイザー・キーボード「JUNO-DS88」。テレビアニメでは海老塚智役を務める。
神奈川県出身。音楽教室でピアノ教師を務める母の影響で、幼い頃よりピアノを習う。人と音を合わせることが好きであったため、高校入学時に軽音楽部に入部する。初めてバンドで演奏したのがsumikaの「フィクション」であり、バンド活動にやりがいを感じるようになる。音楽大学に進学後はミュージカルを専攻。ピアノを弾く生活からは遠ざかっていたが、SNSに上げていた演奏動画を見たagehaspringsのスタッフに声を掛けられ、ピアノ演奏と演技の両方に挑戦できることに魅力を感じ、オーディションに応募した。
玉井は「ピアノ、キーボード等の鍵盤演奏に於けるリズムの正確性とタッチの精度の高さの面で、いま既にアーティストのサポートメンバーを担えるレベルに達しています。〔中略〕オーディションの段階でも、有段者が相当な年数を重ねてクリアするレベルの難問をいくつも設定させてもらいましたが、そのすべてをほんの数か月でクリアしてくれるような、途方もない努力をも厭わない情熱も兼ね備えた、きわめて尊い人でもあります。」と評している。
朱李（しゅり、2003年12月22日 - 〈21歳〉）
ベース担当。テレビアニメではルパ役を務める。使用楽器はXotic製の5弦ベース「XJ-1T 5st」とBacchus製の4弦ヘッドレスベース「WOODLINE4-HL24/FZ-18」。2ndワンマンから、ルパが愛用する「Gibson SG Bass」を使用。市販のモデルと比べるとトーンノブとアウトプット・ジャックの位置が逆になっている。
千葉県出身。小学生の頃はユーフォニアムを吹いていたが、中学校の吹奏楽部では『響け！ユーフォニアム』のブームの影響によりユーフォニアムを定員オーバーで吹くことが叶わず、コントラバス、およびエレキベースに転向する。エレキベースの楽しさに目覚め音楽の専門学校に進学。高校1年生の秋にSuspended 4thの「ストラトキャスター・シーサイド」に衝撃を受け、プロのベーシストを志す。
その一方で声優業にも興味を持っており、オーディションに応募。その際は緊張で実力を発揮できず落選するが、その後別名義でXに上げていた演奏動画を見たagehaspringsのスタッフに声を掛けられ、再度オーディションを受けることとなった。
玉井は「ベーシストとして、フレット上を抉る俊敏性とリズムを確実にキープし続ける正確性を兼ね備えた、極めて稀有な才能を誇ります。〔中略〕そもそも持っているベースがヘッドレスと５弦という、拗らせレベルの音楽愛をもひしひしと感じさせてくれました。」と語っている。

### ディスコグラフィ

#### CDシングル
| #    | 発売日         | タイトル               | 規格            | 規格品番  | オリコン | 収録アルバム |
| ---- | -------------- | ---------------------- | --------------- | --------- | -------- | ------------ |
| 1st  | 2023年7月26日  | 名もなき何もかも       | CD+Blu-ray Disc | UMCK-5728 | -        | 棘アリ       |
| 1st  | 2023年7月26日  | 名もなき何もかも       | CD+DVD          | UMCK-5729 | -        | 棘アリ       |
| 2nd  | 2023年8月30日  | 気鬱、白濁す           | CD+Blu-ray Disc | UMCK-5730 | -        | 棘アリ       |
| 2nd  | 2023年8月30日  | 気鬱、白濁す           | CD+DVD          | UMCK-5731 | -        | 棘アリ       |
| 3rd  | 2023年10月25日 | 爆ぜて咲く             | CD+Blu-ray Disc | UMCK-5733 | -        | 棘アリ       |
| 3rd  | 2023年10月25日 | 爆ぜて咲く             | CD+DVD          | UMCK-5734 | -        | 棘アリ       |
| 4th  | 2023年12月20日 | 極私的極彩色アンサー   | CD+Blu-ray Disc | UMCK-5739 | -        | 棘アリ       |
| 4th  | 2023年12月20日 | 極私的極彩色アンサー   | CD+DVD          | UMCK-5740 | -        | 棘アリ       |
| 5th  | 2024年2月28日  | 運命に賭けたい論理     | CD+Blu-ray Disc | UMCK-5744 | -        | 棘アリ       |
| 5th  | 2024年2月28日  | 運命に賭けたい論理     | CD+DVD          | UMCK-5745 | -        | 棘アリ       |
| 6th  | 2024年5月22日  | 雑踏、僕らの街         | CD              | UMCK-5747 | 16位     | 棘ナシ       |
| 7th  | 2024年5月22日  | 誰にもなれない私だから | CD              | UMCK-5748 | 22位     | 棘ナシ       |
| 8th  | 2024年6月19日  | 視界の隅 朽ちる音      | CD              | UMCK-5754 | 9位      | 棘ナシ       |
| 9th  | 2024年7月10日  | 空白とカタルシス       | CD              | UMCK-5758 | 6位      | 棘ナシ       |
| 10th | 2025年5月28日  | ダレモ                 | CD+Blu-ray Disc | UMCK-5777 | 13位     | 未収録       |
| 10th | 2025年5月28日  | ダレモ                 | CD+DVD          | UMCK-5778 | 13位     | 未収録       |

#### 配信限定シングル
CDシングル収録曲の先行配信は除外。
| 発売日        | タイトル         | クレジット                                      | オリコン | 収録アルバム |
| ------------- | ---------------- | ----------------------------------------------- | -------- | ------------ |
| 2025年6月23日 | 薄采ディスプレイ | 作詞・作曲：Misty mint 編曲：玉井健二、大西省吾 | N/A      | 未収録       |

#### アルバム
| #   | 発売日        | タイトル | 規格            | 規格品番                | オリコン |
| --- | ------------- | -------- | --------------- | ----------------------- | -------- |
| 1st | 2024年4月24日 | 棘アリ   | CD              | UMCK-1766（通常盤）     | 10位     |
| 1st | 2024年4月24日 | 棘アリ   | CD+Blu-ray Disc | UMCK-7238（初回限定盤） | 10位     |
| 2nd | 2024年8月28日 | 棘ナシ   | CD              | UMCK-1771（通常盤）     | 6位      |
| 2nd | 2024年8月28日 | 棘ナシ   | CD+Blu-ray Disc | UMCK-7246（初回限定盤） | 6位      |

#### 映像作品
| #   | 発売日        | タイトル                      | 規格    | 規格品番  | オリコン |
| --- | ------------- | ----------------------------- | ------- | --------- | -------- |
| 1st | 2025年3月19日 | 1st ONE-MAN LIVE “薄明の序奏” | Blu-ray | UMXK-1124 | -        |
| 1st | 2025年3月19日 | 1st ONE-MAN LIVE “薄明の序奏” | DVD     | UMBK-1336 | -        |
| 2nd | 2025年7月23日 | 2nd ONE-MAN LIVE “凛音の理”   | Blu-ray | UMXK-1131 | -        |
| 2nd | 2025年7月23日 | 2nd ONE-MAN LIVE “凛音の理”   | DVD     | UMBK-1346 | -        |
| 3rd | 2025年7月23日 | 3rd ONE-MAN LIVE “咆哮の奏”   | Blu-ray | UMXK-1132 | -        |
| 3rd | 2025年7月23日 | 3rd ONE-MAN LIVE “咆哮の奏”   | DVD     | UMBK-1347 | -        |

#### その他の楽曲
碧いif
作詞・作曲は秋浦智裕、編曲は玉井健二・秋浦智裕。英題は「What if」。
2024年6月26日発売のテレビアニメ『ガールズバンドクライ』のBlu-ray・DVD第1巻の特典として収録された。
無知のち私
作詞・作曲はカイザー恵理菜、編曲は玉井健二・中野領太。英題は「Me renewed」。
2024年7月31日発売のテレビアニメ『ガールズバンドクライ』のBlu-ray・DVD第2巻の特典として収録された。
渇く、憂う
作詞・作曲はrontato、編曲は玉井健二・大西省吾。英題は「Thirsty, Anxiety」。
2024年8月28日発売のテレビアニメ『ガールズバンドクライ』のBlu-ray・DVD第3巻の特典として収録された。
吹き消した灯火
作詞はカイザー恵理菜、作曲は小林拓斗、編曲は玉井健二・大濱健悟。英題は「Puff of Smoke」。
2024年9月25日発売のテレビアニメ『ガールズバンドクライ』のBlu-ray・DVD第4巻の特典として収録された。
生きて生きて生きてく
作詞は松原さらり、作曲は南田健吾、編曲は玉井健二・南田健吾。英題は「Creep」。
2024年10月30日発売のテレビアニメ『ガールズバンドクライ』のBlu-ray・DVD第5巻の特典として収録された。
臆病な白夜
作詞はカイザー恵理菜、作曲は福島章嗣、編曲は玉井健二・福島章嗣。英題は「Drowin' Loneliness」
2024年11月27日発売のテレビアニメ『ガールズバンドクライ』のBlu-ray・DVD第6巻の特典として収録された。
最期の禱り
作詞・作曲は大濱健悟、編曲は玉井健二・大濱健悟。英題は「White Lie」。
2024年12月25日発売のテレビアニメ『ガールズバンドクライ』のBlu-ray・DVD第7巻の特典として収録された。

### 公式バンドスコア
ヤマハミュージックエンタテインメントホールディングスより発売。
- 『バンドスコア アニメ「ガールズバンドクライ」』- 2024年5月8日初版発行 ISBN 978-4-636-11474-4

### ライブ

#### ワンマンライブ
| 公演年 | タイトル                                       | 開催日・会場                                           | 出典    |
| ------ | ---------------------------------------------- | ------------------------------------------------------ | ------- |
| 2023年 | トゲナシトゲアリ修行中 公開練習ライブ          | 9月14日・東京 代官山SPACE ODD                          | [ 102 ] |
| 2024年 | トゲナシトゲアリ 1st ONE-MAN LIVE "薄明の序奏" | 3月16日・神奈川 1000 CLUB                              | [ 133 ] |
| 2024年 | トゲナシトゲアリ 2nd ONE-MAN LIVE "凛音の理"   | 9月13日・神奈川 川崎CLUB CITTA'                        | [ 134 ] |
| 2024年 | トゲナシトゲアリ 3rd ONE-MAN LIVE "咆哮の奏"   | 11月2日・東京 TOKYO DOME CITY HALL                     | [ 135 ] |
| 2024年 | トゲナシトゲアリ Live in SHANGHAI "凛音の理"   | 12月14日・上海 バンダイナムコ上海文化センター 夢想劇場 | [ 136 ] |
| 2024年 | トゲナシトゲアリ 4th ONE-MAN LIVE "協奏の響"   | 12月20日・東京 豊洲PIT                                 | [ 137 ] |
| 2025年 | トゲナシトゲアリ 5th ONE-MAN LIVE "鳴動の刻"   | 2月7日・神奈川 パシフィコ横浜 国立大ホール             | [ 138 ] |
| 2025年 | TOGENASHI TOGEARI Live in TAIPEIE "凛音の理"   | 8月10日（予定）・台北 LEGACY TERA                      | [ 139 ] |
| 2025年 | LIVE in 日本武道館 "奏檄の叫"                  | 9月23日（予定）・東京 日本武道館                       | [ 101 ] |

#### 対バン・フェス
| 開催日                | イベント名                                                                                          | 会場                                                             | 備考・出典                                                                                         |
| --------------------- | --------------------------------------------------------------------------------------------------- | ---------------------------------------------------------------- | -------------------------------------------------------------------------------------------------- |
| 2023年9月23日         | NAKAYOSHI FES.2023                                                                                  | Spotify O-EAST（東京都）                                         | オープニングアクトとして出演を予定していたが、新型コロナウイルス感染のために出演はキャンセルされた |
| 2023年11月10日        | 赤羽ReNY alpha presents Night Escape vol.9                                                          | 赤羽ReNY alpha（東京都）                                         | [ 142 ]                                                                                            |
| 2023年12月20日        | Get to KAWASAKI 2023                                                                                | 川崎セルビアンナイト（神奈川県）                                 | 後にTVアニメ第5話に登場するライブハウスで開催された                                                |
| 2024年6月29日         | かわさき飛躍祭 かわさき100フェス 2024明治安田J1リーグ 第21節 川崎フロンターレ vs サンフレッチェ広島 | 川崎市等々力球場 Uvanceとどろきスタジアム by Fujitsu（神奈川県） | [ 91 ] [ 144 ] [ 145 ]                                                                             |
| 2024年8月30日         | Animelo Summer Live 2024 -Stargazer-                                                                | さいたまスーパーアリーナ（埼玉県）                               | [ 146 ]                                                                                            |
| 2024年9月15日         | ATF25th presents BAYCAMP 2024                                                                       | 川崎ちどり公園（神奈川県）                                       | TVアニメ第11話に登場したフェスイベント                                                             |
| 2024年11月8日         | WONDERLIVET 2024                                                                                    | KINTEX HALL（韓国・高陽）                                        | [ 147 ]                                                                                            |
| 2024年12月29日        | rockin'on presents COUNTDOWN JAPAN 24/25                                                            | 幕張メッセ国際展示場（千葉県）                                   | [ 148 ]                                                                                            |
| 2025年1月12日         | Avoid Note                                                                                          | TDCホール（東京都）                                              | MyGO!!!!!との対バンライブ。                                                                        |
| 2025年3月22日         | MEGA VEGAS 2025                                                                                     | 神戸ワールド記念ホール（兵庫県）                                 | Fear, and Loathing in Las Vegas主催のフェス。                                                      |
| 2025年4月27日         | 「ガールズバンドクライ」 2nd Anniversary LIVE                                                       | TDCホール（東京都）                                              | ダイヤモンドダストとの対バンライブ。                                                               |
| 2025年5月15日         | SOUL & CRY                                                                                          | 東京ガーデンシアター（東京都）                                   | She is Legendとの対バンライブ。                                                                    |
| 2025年5月18日         | Utopia Festi                                                                                        | 上海国際スピードウェイ（上海）                                   | [ 153 ]                                                                                            |
| 2025年7月5日          | J-POP SOUND CAPSULE @AX2025                                                                         | Peacock Theater（ロサンゼルス）                                  | アメリカ・ロサンゼルスで行われるアニメイベント「Anime Expo 2025」内で開催される音楽イベント。      |
| 2025年7月11日         | BILIBILI MACRO LINK 2025                                                                            | 国家会展中心（上海）                                             | [ 155 ]                                                                                            |
| 2025年12月7日（予定） | RAISE MY CATHARSIS                                                                                  | 京王アリーナTOKYO（東京都）                                      | RAISE A SUILENとの対バンライブ。                                                                   |

### 出演

#### テレビ
- MUSIC ON! TV『トゲナシトゲアリ 武道館への道』（2025年7月23日 - ）[157]

#### ラジオ
- かわさきFM『トゲナシトゲアリのトゲラジ』（2024年1月8日 - 3月30日）[158]
- インターネットラジオステーション＜音泉＞『ガールズバンドクライ〜ラジオにも全部ぶちこめ。〜』（2024年4月4日 - 2025年3月27日 ）[159]
- かわさきFM『トゲナシトゲアリのトゲラジ+（プラス）』（2024年4月12日 - 6月19日）

## ゲーム
2023年9月21日に開催された『東京ゲームショウ2023』にて、ゲーム化プロジェクトが検討中であることが発表されたのち、2024年9月13日に行われたトゲナシトゲアリのワンマンライブ「凛音の理」にて正式に制作が発表された。作中にて新たに登場するガールズバンドのキャストオーディションの開催も決定している。